# Ulrich II. von Neuhaus
Ulrich II. von Neuhaus (auch Ulrich II. von Hradec, tschechisch Oldřich II. z Hradce; lateinisch Ulrich de Novo Domo; † vor 1312) war ein böhmischer Adliger aus dem witigonischen Familienzweig der Herren von Neuhaus. Ab 1284 war er Burggraf von Znaim und ab 1302 Unterkämmerer von Mähren.

## Leben
Seine Eltern waren Ulrich I. von Neuhaus und Maria, geborene Hardegg. Erstmals erwähnt wurde er 1281. Da er ein Jahr später seinen Vater als Regierer der Herren von Neuhaus folgte, muss er 1282 bereits volljährig gewesen sein. Um diese Zeit befand sich Böhmen in einer politisch schwierigen Lage, da nach dem Tod des Königs Ottokar II. Přemysl 1278 der brandenburgische Marggraf Otto V. die Vormundschaft über Ottokars unmündigen Sohn Wenzel II. übernommen hatte und Böhmen zur Unzufriedenheit des einheimischen Adels regierte. Nach der Heirat des damals 14-jährigen Wenzels ging dessen Vormundschaft 1285 an den Liebhaber seiner Mutter, Zawisch von Falkenstein aus der Krumauer Linie der Witigonen über. Dadurch gelangten die Witigonen in Gegnerschaft Wenzels und seiner Anhänger. Nach der Machtübernahme Wenzels 1290 gab Ulrich diesem am 25. Juli 1294 ein Treueversprechen ab und überschrieb ihm für den Fall, dass er (Ulrich) ohne männliche Nachkommen sterben sollte, Stadt und Herrschaft Neuhaus. Weitere Besitzungen sollten in diesem Fall an seinen Verwandten Heinrich I. von Rosenberg übergehen und einen Teil behielt Ulrich zur freien Verwendung für sich. Im Gegenzug gewährte König Wenzel Ulrich das Recht, in Neuhaus acht jüdische Familien anzusiedeln. Da 1299 Ulrichs gleichnamiger Sohn Ulrich III. geboren wurde, blieben die Besitzungen nach Ulrichs II. Tod ungeteilt in der Familie.
Bereits 1284 wurde Ulrich II. zum Burggrafen von Znaim ernannt. Ab 1294 ist er als Burggraf von Brumov belegt. 1302 folgte seine Ernennung zum Unterkämmerer von Mähren.
Wie sein Vater Ulrich I. unterstützte Ulrich II. den Deutschen Ritterorden sowie die Kolonisierung seines Herrschaftsgebietes mit Deutschen. Er benutzte niemals das Prädikat „z Hradce“, sondern nur „de Nova domo“, „de Novocastro“, „de Newenhaus“. Auf seinem Hof hielten sich der Minnesänger Ulrich von Liechtenstein sowie der Dichter Ulrich von Eschenbach auf. Dessen Dichtungen wurden im Archiv des Schlosses aufbewahrt.

## Familie
Ulrich II. von Neuhaus war mit Mechthild von Schaunberg (Mechtildis ze Schaumberka) Der Ehe entstammten die Kinder:
- Agnes/Anežka († 1319), verheiratet in erster Ehe mit Meinher von Lisník (Meinherr z Lisníku), in zweiter Ehe mit Wernhard von Schaunberg (Wernhart ze Schaumberka)
- Ulrich (1299–1349), verheiratet in erster Ehe mit Margarethe von Kärnten (Markéta z Korutan), in zweiter Ehe mit Klara von Bílkov (Klara z Bílkova)
- Elisabeth/Alžběta, verheiratet in erster Ehe mit Smil von Berneck
- Anna (belegt 1325–1336), verheiratet mit Eberhard von Walsee (Eberhart z Walsee)